# شامنوف، کبک
شامنوف (به فرانسوی: Champneuf) شهری در منطقه شهری ابیتیبی ناحیه ابیتیبی-تمیسکامانگ در استان کبک کانادا است. در سرشماری سال ۲۰۱۱ این شهر ۱۴۷ نفر جمعیت داشته‌است و مساحت آن ۲۴۱٫۳۸ کیلومتر مربع است.